# Сдухач
Сдухач (още здухач, оборотний) е персонаж от сръбския фолклор, човек-сомнамбул, чийто дух излиза от тялото по време на сън и скита из селото — духа, вие, довежда ветрове, разнася и докарва дъждовни облаци и мъгли, отпъжда или приканва градушки, сражава се с други сдухачи. Всеки сдухач охранява от стихийни бедствия, пази късмета и урожая на своя род или село. Често след смъртта си, сдухачите се превръщат във върколаци.